# Yuki Tsuchihashi
Yuki Tsuchihashi (土橋 優貴, 16 de gener de 1980) és una exfutbolista japonesa.

## Selecció del Japó
Va debutar amb la selecció del Japó el 2001. Va disputar 4 partits amb la selecció del Japó.

## Estadístiques
| Selecció del Japó | Selecció del Japó | Selecció del Japó |
| Anys              | Partits           | Gols              |
| ----------------- | ----------------- | ----------------- |
| 2001              | 4                 | 0                 |
| Total             | 4                 | 0                 |